# Дерби двух столиц
«Дерби двух столиц» — название футбольного соперничества между Москвой и Санкт-Петербургом. Относится к существующему соперничеству между футбольными клубами современной российской столицы Москвы и исторической столицы Санкт-Петербурга.
- Фанаты Зенита[5].
- Футболисты Спартака.
- Футболисты Зенита.
- Матч Зенит — Локомотив в рамках Суперкубка России 2015.
- Зенит—Динамо. Последний матч на стадионе Кирова. 2006.

## Соперничество футбольных сборных
Футбольная битва двух столиц — футбольное соперничество сборных команд Москвы и Санкт-Петербурга (Петрограда, Ленинграда). Это противостояние было первым и самым главным на заре российского футбола в годы, предшествующие появлению Чемпионата СССР среди клубов.

## «Зенит» — «Спартак»
Соперничество между «Зенитом» (Санкт-Петербург) и «Спартак» (Москва) — одно из старейших и наиболее острых соперничеств в российском футболе. Такие встречи зачастую приводили к столкновениям между фан-лагерями и даже на поле между игроками команды. Называется «русское Классико».

## «Динамо» — «Зенит»
В рамках противостояние между Санкт-Петербургом и Москвой игры между «Зенитом» (Санкт-Петербург) и «Динамо» (Москва) является одни из наименее напряженных, особенно с учетом упадка достижении "Динамо" с 1995 года. До распада Советского Союза «Динамо» было доминирующей командой. С 1996 года в активе «Зенита» 26 побед, «Динамо» выиграло всего 13 встреч, а еще 14 игр завершились вничью.

## «Зенит» — «Локомотив»
Каждая встреча между «Зенитом» и «Локомотивом» представляет большой интерес. За прошедшие годы игры «Зенита» и «Локомотива» стали одними из самых напряженных и интересных в истории российского футбола.
Соперничество между ними стало более значимым после сезона 2017/2018, когда «Зенит» проиграл «Локомотиву» в борьбе за первое место в турнирной таблице, проиграв дома 3:0 в 15-м туре. Более того, «Локомотив» выиграл свой третий чемпионский титул в победном матче с «Зенитом», выиграв 1:0 и обеспечив себе чемпионство в том сезоне за один тур. В сезоне 2018/2019 «Зенит» выиграл чемпионат России после того, как сам «Локомотив» 4 мая 2019 года проиграл Тульскому «Арсеналу», что помешало ему обогнать «Зенит» в турнирной таблице за 3 тура до конца сезона. Однако в следующей встрече между ними в рамках Суперкубка России «Локомотив» обыграл «Зенит» 2: 3 и выиграл третий Суперкубок в своей истории.
В сезоне 2019/2020 клубы встретились в матче 11-го тура Премьер-лиги, где они встретились на РЖД Арене в очень напряженной игре. В этой игре соперничество между ними зафиксировалось даже больше, чем между «Зенитом» и «Спартаком», из-за их спортивных достижений и удержания на вершине турнирной таблицы, когда по итогам этой игры «Локомотив» сравнялся с «Зенитом» по количеству очков. Они снова встретились, в 20-м туре, на этот раз, когда «Зенит» отставал от соперницы на 11 очков, но напряженная игра была насыщена событиями, в том числе выдачей красной карточки тренеру «Локомотива» Юрию Сёмину после его заявлений в интервью против арбитра.

## Другие клубы СПб и Москвы
Помимо соперничества между «Зенитом» и московскими командами, существует также соперничество между другими футбольными клубами из Санкт-Петербурга, например, между «Зенитом-2» и «Спартак-2» Москва.
В сезоне 2017/2018 к соперничеству Москвы и Санкт-Петербурга добавилось соперничество футбольной команды «Тосно» из Ленинградской области и московских футбольных клубов, сумевших в дебютном сезоне в Премьер-лиге обыграть Московский «Локомотив» 0:2 и избежать поражения от действующим чемпионам «Спартак». Наиболее известной встречи было в полуфинале Кубка России 2017/2018 когда команда добилась важной победы над «Спартаком» и выиграла турнир в итоге. Также ожидалось, что она встретится с московским «Локомотивом» в матче за Суперкубок России, но команда была расформирована еще до проведения матча.

## Соперничество в других видах спорта
Соперничество Москвы и Санкт-Петербурга проявляется как в других видах спорта, так и в футболе или хоккее, известном как «Дерби двух столиц».
В хоккее Каждая встреча СКА Санкт-Петербург с соперниками из Москвы является напряженная игра, хотя более напряженные встречи проходят с московским Динамо и ЦСКА, против которых идет особенно напряженное соперничество, поскольку две команды являются спортивными командами, сформированными Армией, и поэтому встреча между ними называется «армейский дерби» и является одной из самых напряженных в КХЛ.
Соперничество между Москвой и Санкт-Петербургом началось почти сразу после основания «Северной Пальмиры» и потери Москвой статуса столицы России в пользу Санкт-Петербурга. Со временем это соперничество было перенесено и на спортивные поля и площадки. В КХЛ наиболее принципиальным стало соперничество СКА (Санкт-Петербург) против «Динамо» (Соперничество хоккейных клубов «Динамо» (Москва) и СКА (Санкт-Петербург)) и ЦСКА.
В прошлом в баскетболе каждая встреча со «Спартаком» из Санкт-Петербурга (который много раз встречался с ЦСКА в финалах чемпионата СССР) привлекала в залы большие толпы людей, как и встречи «Зенита» с соперниками из Москвы. Каждая встреча «Зенита» и ЦСКА является интригующая игра, хотя большинство из этих игр заканчиваются победами ЦСКА, с которым «Зенит» встречался в Единой лиге и в играх Евролиги.
В волейболе встречи между автомобилист и московскими командами «Динамо» и «Спартак» считались интересными и напряженными, но с тех пор, как автомобилист вылетел в низшую лигу, эта ситуация несколько утихла. Между «Зенитом» и «Динамо» существует большая напряженность, и игра между ними называется «Битва двух столиц».
В гандбол существует серьезное соперничество между командами «Нева Санкт-Петербург» и «Спартак», и каждая встреча между ними является напряженная игра.
В американском футболе между Московским футбольным клубом «Патриоты» и Санкт-Петербургским клубом «Грифоны» идет ожесточенная конкуренция. Эти две команды несколько раз встречались в финале Лиги американского футбола (ЛАФ). Существует также ожесточенное соперничество между клубом «Северного легиона» из Санкт-Петербурга и московскими командами, например, Северный легион встретился со Спартанцами в Москве в финальном матче Восточной европейской суперлиги в июле 2019 года, где москвичи выиграли.
В женском футболе такое соперничество развивалось в основном на фоне существующего соперничества в мужском футболе, когда дебютная игра петербургского клуба «Зенит» (созданного в январе 2020 года) на чемпионате России была против чемпиона 2019 года ЦСКА, в игре, которую посмотрели 55,000 зрителей на YouTube, что является рекордом для игры в женской футбольной лиге России.

## См. Также
- Соперничество футбольных клубов «Зенит» (Санкт-Петербург) и «Спартак» (Москва)
- Соперничество футбольных клубов «Зенит» (Санкт-Петербург) и ЦСКА (Москва)